# Кто такие теософы?
«Кто такие теософы?» (англ. What Are The Theosophists?) — редакционная статья Елены Петровны Блаватской, опубликованная в октябре 1879 года в теософском журнале «The Theosophist». Вошла во 2-й том собрания сочинений автора, в 1994 году был опубликован её русский перевод.

## Анализ содержания

### Обвинения и обвинители
Статья начинается с вопроса, являются ли теософы теми, за кого себя выдают: исследователями законов природы, древней и современной философии и науки. Блаватская спрашивает: «Кто они — деисты, атеисты, социалисты, материалисты или идеалисты, или просто отколовшиеся от современного спиритизма мечтатели-визионеры?» Она перечисляет некоторые обвинения, выдвинутые против теософского движения, и называет нескольких обвинителей теософов. Это и занятия «чудотворством», и служба в качестве шпионов у самодержавного царя, и пропаганда социалистических и нигилистических идей, и сговор с французскими иезуитами, чтобы за деньги дискредитировать спиритизм. Американские позитивисты называют теософов мечтателями, нью-йоркские журналисты — фетишистами, спириты — возродителями суеверий, служители христианской церкви — неверующими посланниками сатаны, проф. В. Б. Карпентер, член Королевского Общества, — типичными шарлатанами, а некоторые из их индусских оппонентов утверждают, что «для совершения определённых феноменов» теософы используют демонов. И её оценка всего этого такова:

«Но в этой мешанине мнений хорошо заметен один факт — Теософскому Обществу, его членам и их мнению придают достаточно значения, чтобы обсуждать и осуждать: люди клевещут только на тех, кого ненавидят — или боятся».

### Поддержка сторонников

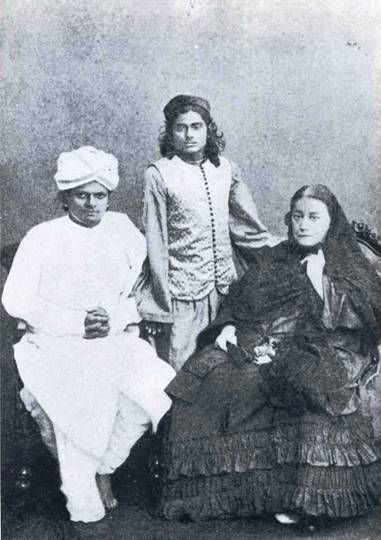
Субба Роу, Баваджи и Блаватская.

Охарактеризовав вначале противников движения, Блаватская затем отмечает, что теософия в определённой степени опирается на общественную поддержку и уважение. Она пытается создать впечатление, что есть равное соотношение между сторонниками и противниками теософов: «Но если у Общества есть враги и клеветники, то у него есть и друзья, и защитники. На каждое слово осуждения нашлось слово похвалы». Чтобы показать наличие положительного отношения к теософам, Блаватская ссылается на экспоненциальный рост членства в Теософском Обществе и на расширение его географии. Как о примерах признания теософии в качестве серьёзного начинания, она говорит о союзе, хотя и кратковременном, с индийским обществом Арья Самадж и о братской связи с цейлонскими буддистами. Частичное принятие теософской доктрины индуистскими и буддийскими организациями было важным фактором пропаганды движения, демонстрирующим, что оно действительно представляет собой нечто осязаемое и легитимное, воплощающее убеждения, представленные в восточных традициях древней Индии. Блаватская пишет:

«Нет старше её в эзотерической мудрости и цивилизации, как бы низко ни пала теперь её жалкая тень — современная Индия. Воспринимая эту страну как плодородную ниву, на которой зародились все последующие философские системы, несколько членов нашего Общества отправились к этому источнику всех психологий и философий изучать его древнюю мудрость и просить поделиться его таинственными секретами».

### Свободные исследователи
Блаватская объясняет, что Теософское Общество является полностью свободным от личных предпочтений и сектантских интересов:

«Не имея принятого символа веры, наше Общество всегда готово давать и брать, учиться и учить на основе практических экспериментов, наперекор совершенно пассивному и легковерному принятию навязываемых догм. Оно готово принять все достижения и выводы предшествующих школ или систем, которые могут быть логически и экспериментально показаны. И наоборот, оно не может принимать ничего просто на веру, вне зависимости от того, кем было провозглашено утверждение и требование принять его».
Эта идеализированная позиция должна привести читателя к выводу, что Теософское Общество представляет собой некий эквивалент научно-исследовательской организации, где главным критерием выступают логика и экспериментальная проверка, а не догмы и слепая вера. Здесь нет категорического желания бескомпромиссно заменить чисто интеллектуальный и рационалистический подход ориентацией только на духовное и паранормальное. Предполагается, что мистические и оккультные положения теософии, в конечном счете, могут быть проверены и подтверждены с помощью методов, приемлемых для «предшествующих школ или систем». Следует заметить, что Блаватская стремится разрушить авторитет «догматического, рационалистического и материалистического» мировоззрений. Она предполагает, что содержание знания, полученного с помощью эзотерических методов, вполне способно удовлетворить эмпирические и логические стандарты проверяемости. Автор статьи напоминает читателю, что многие члены Общества принадлежат к различным расам и национальностям, имеют разное образование и веру, но интерес к магии, спиритизму, месмеризму, оккультизму является основой для сближения людей, симпатизирующих теософии. Таким образом, даже некоторые сторонники теоретического материализма могут быть приняты в качестве членов Общества, если они достаточно объективны, чтобы признать, что духовные принципы могут фактически отменить ограниченные представления ортодоксальной науки. Тем не менее, в Обществе не может быть места атеистам или фанатичным сектантам какой-либо религии.
Блаватская считает, что сам факт вступления кого-либо в Общество «показывает, что человек находится в поиске конечной истины о предельной сущности вещей» и что сама суть идеи Общества «состоит в свободном и бесстрашном исследовании».

«Теперь, мы думаем, будет видно, что хотя таких людей и разделяют на теистов, пантеистов и атеистов, в остальном же они очень близки друг к другу. Можно быть кем угодно, но раз человек в своих исследованиях отвергает старый, протоптанный, рутинный путь и вступает на уединённый путь независимой мысли, ведущий к божественному — он теософ, оригинальный мыслитель, искатель вечной истины, имеющий „собственное вдохновение“, чтобы решать вселенские проблемы».
Автор объясняет, что устав Теософского Общества был написан по образу и подобию конституции Соединённых Штатов Америки, страны, где оно родилось. Она пишет, что Общество, «созданное по типу такой конституции, по справедливости может быть названо Республикой Совести».
Блаватская приписывает особый, высший статус теософии, каковой не зависит от каких-либо проступков, совершенных отдельными членами организации. Она полагает, что Теософское Общество потенциально является более эффективным институтом, чем любая научная или религиозная организация. В отличие от «сектантских религий», теософия не зациклена на различиях, потому что основана на принципе всеобщего братства. В конечном счете, теософские идеалы и цели превосходят любые существующие идеологии и социальные движения. Поэтому теософия выступает за добровольно признаваемую и принимаемую духовную ориентацию. Таким образом, в соответствии с представлением теософов, всеобщее братство должно стать логическим и неизбежным результатом. По мнению Блаватской, все современные социальные позиции являются неудовлетворительными и ограниченными, основанными на частных и неполных представлениях и убеждениях, не имеющих подлинной духовной легитимности.

«Не занимаясь политикой, и будучи враждебно к безумным мечтам социализма и коммунизма, от которых отшатывается, так как и то, и другое — творимые под маской справедливости заговоры грубой силы и бездельников против честного труда — наше Общество мало заботится о внешних усилиях человека и об управлении в материальном мире. Все его устремления направлены к оккультным истинам видимого и невидимого миров. Является ли физический человек подданным империи или гражданином республики, это касается лишь человека материального. Его тело может быть порабощено, что же касается его души, он может дать своим правителям такой же гордый ответ, как Сократ дал своим судьям. Они не властны над человеком внутренним».
В теоретическом отношении теософия была якобы аполитичной и не касалась «внешнего человеческого управления в материальном мире». Это было официальной установкой, мотивированной идеалом духовных приоритетов, выходящих за рамки мирских забот. Хотя на самом деле, лица, причастные к теософскому движению, нередко имели по конкретным проблемам различные мнения. Например, английские и немецкие теософы занимали совершенно различные позиции в вопросе об оккультной значимости событий Первой мировой войны. Однако Блаватская считала, что истинный теософ должен быть отделён от основного потока социальной деятельности и связанных с этим амбиций.

«Истинные исследователи всегда были затворниками — людьми молчаливыми и медитативными. Их привычки и их вкусы имеют так мало общего с суетным миром, что когда они заняты познанием, их врагам и клеветникам никто не мешает, и они имеют множество удобнейших возможностей. Но время всё ставит на свои места, и ложь преходяща. Вечна же только истина».
Блаватская считает, что истинный исследователь — это затворник, не обращающий внимания на «своих врагов и клеветников», принадлежащих «суетному миру». Тем не менее, не всех исследователей нужно так представлять. Она упоминает вклад некоторых членов Общества в науку, в частности, в биологию и психологию, а также то, что в науке должно быть разнообразие мнений. И в попытке объяснить противоречивые публичные заявления, сделанные представителями теософии, она отмечает, что даже великие теософские мыслители иногда могут ошибаться и делать неудачные комментарии. Такие промахи могут запятнать их репутацию, но они не умаляют их усилий. Стремление изменить привычные способы мышления требует коллективных действий тех, кто готов бросить вызов сложившемуся положению и содействовать более привлекательной и правдоподобной альтернативе. В заключение автор пишет:

«Но как работающие для одной и той же цели, а именно — для освобождения человеческой мысли, искоренения суеверий и открытия истины, все они равно приветствуются… Все согласны, что достижение этих целей лучше всего обеспечивается убеждением разума и подогревом энтузиазма поколения свободных молодых умов, которые расцветают, и, достигнув зрелости, будут готовы занять место своих предубежденных и консервативных отцов».

## Критика
1 июня 1890 года ежедневная нью-йоркская газета «Сан» опубликовала редакционную статью о теософии. Материалы для публикации были предоставлены бывшим членом Теософского Общества проф. Э. Коузом. В статье говорилось, что «теософия — это ложная религия», утверждалось, что Коуз «разоблачил ложь и мошенничество Блаватской, после того как она несколько лет морочила ему голову». 20 июля 1890 г. в воскресном приложении к «Сан» появилось обширное интервью с самим Коузом под заголовком «Блаватская разоблачена», в котором он продолжил развитие тем, начатых в редакционной статье. Кроме Блаватской были упомянуты Олкотт и Джадж, которых Коуз представил как обманутых и, вместе с тем, добровольных её сообщников.
П. Вашингтон писал, что идеи Теософского Общества нередко привлекали к себе «всевозможных невротиков, истериков и даже сумасшедших». Обычно с такой проблемой сталкиваются организации, вызывающие энтузиазм и противостоящие традиционным взглядам, однако в случае с теософией это получило «поистине грандиозные масштабы».

«Постоянные жители Адьяра в 1880—90 годы были весьма типичны. Вздорное сборище мелких английских аристократов, богатых американских вдов, немецких профессоров, индийских мистиков и всяческого рода прихлебателей, все они пытались отвоевать себе место под солнцем (особенно в длительные периоды отсутствия Олкотта), и все были готовы в любой момент перессориться друг с другом».

## Опровержение публикации в «Сан»
Адвокатами Блаватской было возбуждено два дела: одно против Коуза, второе против нью-йоркской газеты «Сан». Им был предъявлен иск за нанесение морального ущерба в размере 50 тыс. долларов. Второе дело, о клевете на Теософское Общество Нью-Йорка, возбудил против газеты Джадж, с иском в размере 60 тыс. долларов. Именно иск Джаджа и заставил «Сан», несмотря на смерть Блаватской, пойти на попятную.
В номере от 26 сентября 1892 года «Сан» поместила статью Джаджа, предварив её следующим собственным заявлением:

«На следующей странице мы помещаем статью, в которой м-р Уильям К. Джадж рассказывает о романтической и необычной жизни покойной г-жи Елены П. Блаватской. Мы пользуемся этим случаем, чтобы сказать, что статья д-ра Э. Ф. Коуза из Вашингтона, в которой содержались голословные обвинения личного характера в адрес г-жи Блаватской, а также её последователей, появилась 20 июля 1890 года на страницах „Сан“ в результате того, что редакция была введена в заблуждение. Эти обвинения, как выяснилось, не имели под собой веских оснований. Статья м-ра Джаджа снимает все вопросы относительно г-жи Блаватской, возникшие в связи с публикацией д-ра Коуза. Со своей стороны, мы хотим заявить, что выпады д-ра Коуза в адрес Теософского общества и лично м-ра Джаджа не подкреплены доказательствами, а посему их не следовало публиковать».
В своей статье о Блаватской Джадж, в частности, писал, что целью и задачей её жизни было разбить кандалы, выкованные духовенством для человеческого разума. Она хотела, чтобы все люди поняли, что должны сами нести бремя своих грехов, что никто другой не может сделать этого за них. Поэтому она принесла на Запад древние восточные учения о карме и перевоплощении. В конце статьи Джадж отметил:

«С 1875 года жизнь её состояла в одном неустанном стремлении привлечь в Теософское общество тех, кто способен бескорыстно трудиться, распространяя ту этику и философию, которые призваны осуществить идею братства человечества, доказывая подлинное единство и изначальную необособленность каждого существа. В своих книгах она преследовала ясно сформулированную цель — дать материал для интеллектуального и научного продвижения в этом направлении. Предложенная ею теория происхождения человека, его возможностей и предназначения, основанная на древних индийских источниках, отводит нам место гораздо более значительное, чем в подходе любой западной религии или науки. Согласно этой теории, каждому даны возможности развить в себе богоподобные силы и, в конечном итоге, стать сотрудником природы».

## Публикации
- What Are The Theosophists? (англ.) // The Theosophist : журнал. — Bombay, 1879. — October (vol. 1, no. 1). — P. 5—7.
- What Are The Theosophists? // Collected Writings / под ред. B. De Zirkoff. — Wheaton, Ill: Theosophical Publishing House, 1967. — Vol. 2. — P. 98—106.
- Кто такие теософы? // Новый Панарион. — М.: МЦФ, 1994. — 512 с. — (Е. П. Блаватская).
- Кто такие теософы? // В поисках оккультизма / пер. с англ. Т. О. Сухоруковой. — М.: Сфера, 1996. — С. 344—355. — 448 с. — (Белый Лотос). — ISBN 5-87212-035-4.
- Кто такие теософы? // Тайная доктрина теософии / сост. Е. А. Логаева. — М.: Сфера, 2006. — 480 с. — (Е. П. Блаватская — потомкам). — ISBN 5-93975-717-7.

## Комментарии
1. ↑  «The Theosophist», Vol. 1, № 1, October, 1879, pp. 5—7.[1]
2. ↑  Cit. Blavatsky H. P. What Are The Theosophists?[3]
3. ↑  «Она [Блаватская] вдруг обнаружила вокруг себя людей с пылкими сердцами, достаточно образованных, честных и бескорыстных. Их безразличие к материальным выгодам, отсутствие претензий к условиям работы и патриотические стремления как нельзя лучше соответствовали её требованиям к новым активистам теософского движения из индийцев».[4]
4. ↑  «Уже в первые месяцы пребывания Блаватской в Индии она получила необычно тёплое приветствие от Альфреда Перси Синнетта, редактора The Pioneer[англ.], влиятельной ежедневной английской газеты, рупора британского правительства в Индии».[5]
«Mr. A. P. Sinnett, British journalist, editor of The Pioneer, living in India, is the main authority for the events of the Indian period in Madame Blavatsky's life».[6]
5. ↑  «Свами Даянанда поддержал идею Олкотта создать отделения Теософического общества по всей Индии».[7]
6. ↑  Олкотт и Блаватская (ранее получившая американское гражданство) стали в 1880 г. первыми американцами, перешедшими в буддизм в его традиционном понимании.[8]
7. ↑  «Теософское Общество процветало, невзирая на разочарование отдельных его членов вроде Хьюма. Кроме того, Блаватская обнаружила, что нелады с англо-индийскими кругами ничуть не вредят отношениям с местными жителями: на каждого отворачивавшегося от неё европейца приходился десяток индийцев, встававших на её сторону».[9]
«К лету 1879 года... в Теософическое общество вступило много состоятельных индийцев. Например, Шишир Бабу, издатель и редактор калькуттской газеты "Амрита Базар патрика", а также раджа княжества Бхавнагар».[10]
8. ↑  «India is the home of all theosophic speculation. Oltramere says that the directive idea of Hindu civilization is theosophic. Its development covers a great many ages, each represented in Indian religious literature. There are formed the basic principles of theosophy».[11]
9. ↑  Cit. Blavatsky H. P. What Are The Theosophists?[12]
10. ↑  Cit. Blavatsky H. P. What Are The Theosophists?[13]
11. ↑  Р. Эллвуд писал, что Теософское Общество не представляет собой церковь или религиозную организацию в обычном смысле: «Многие теософы, включая меня, — члены церкви и других религиозных организаций. Теософами являются христиане, индуисты, буддисты и другие».[14]
12. ↑  Cit. Blavatsky H. P. What Are The Theosophists?[15]
13. ↑  Cit. Blavatsky H. P. What Are The Theosophists?[17]
14. ↑  Cit. Blavatsky H. P. What Are The Theosophists?[18]
15. ↑  Cit. Blavatsky H. P. What Are The Theosophists?[19]